# Оглюфанид
Оглюфанид (МНН Oglufanidum, L-α-глутамил-L-триптофан, торговое название «Тимоген») — лекарственное средство с недоказанной эффективностью.
Эффективность тимогена не подтверждена независимыми клиническими исследованиями, соответствующими современным стандартам доказательной медицины: отсутствуют двойные слепые рандомизированные и плацебоконтролируемые исследования с достаточным количеством участников и публикации результатов в научных журналах с высоким импакт-фактором.
Препарата нет в рекомендациях Всемирной организации здравоохранения для лечения каких-либо заболеваний.
Он не одобрен FDA или Европейским агентством лекарственных средств.

## История
Тимоген был разработан коллективом ленинградских и московских учёных для лечения иммунодефицитных состояний. В 1990 г. разрешен к медицинскому применению.
Производится фирмой «Цитомед медико-биологический научно-производственный комплекс ЗАО» в виде раствора в ампулах для внутримышечного введения, назального спрея и крема. В сочетании с аскорбиновой кислотой и бендазолом производится под названием «Цитовир-3» в виде капсул, сиропа для детей и порошка для приготовления раствора для приёма внутрь.
Производителем позиционируется как синтетический дипептид (глутамил-триптофан, Glu-Trp) и, по заявлению авторов, обладает стресспротекторным и адаптогенным действием.